# Maxera larvata
Maxera larvata là một loài bướm đêm trong họ Noctuidae.